# Organismo internacional
Un organismo internacional  u organización intergubernamental (OI) se define como "todo grupo o asociación que se extiende más allá de las fronteras de un Estado particular, y que adopta una estructura orgánica permanente". También puede usarse el término organización internacional, sin embargo esta última denominación podría interpretarse como abarcando genéricamente cualquier organización (incluidas aquellas privadas) con integrantes, objetivos, o presencia internacional, mientras que lo que se designa como organismo internacional siempre es de naturaleza pública. Para evitar posibles confusiones, algunas veces se usan los términos organismo internacional gubernamental u organismo internacional público. Cabe destacar que no todas las organizaciones internacionales buscan la integración y cooperación en todas sus dimensiones económica, política y social.

## Naturaleza jurídica
Una organización intergubernamental está sujeta al derecho público internacional, con personalidad jurídica y plena capacidad de obrar, formada por acuerdo de distintos estados para tratar aspectos que les son comunes.
Dentro de su seno y a través de procedimientos de complejidad variable, busca elaborar una voluntad jurídica distinta a la de sus Estados miembros, destinada a realizar las competencias que les han sido atribuidas. Esta voluntad puede manifestarse a través de actos unilaterales o por medio de la concertación de tratados con otros sujetos de derecho internacional.

## Establecimiento
Hablando naturalmente, una organización internacional se debe establecer mediante un tratado que provee un reconocimiento legal. Las organizaciones internacionales así establecidas están sujetas al derecho internacional, capaces de entrar en acuerdos entre sí mismos o con los estados. Así, las organizaciones internacionales, en sentido legal, se distinguen de las simples agrupaciones de estados, tales como por ejemplo el G-8 y el G-77, ni uno ni otro de los cuales han sido fundados por un tratado, aunque también en contextos no-legales, estos se refieren a veces como organizaciones internacionales. Las organizaciones internacionales deben ser consideradas como tratados, mientras que todas las organizaciones internacionales son fundadas por un tratado (e.g. 'El Libre Tratado de Comercio' "TLCAN" de Norteamérica, cuyos países participantes son Canadá, Estados Unidos y México).

## Clasificación
Los organismos internacionales pueden ser de muy diversos tipos. Una clasificación sobre los mismos establece las siguientes diferencias:
- En función de su duración:
  - Permanentes, que son creados sin fijar un plazo para la finalización de su mandato. (ONU)
  - No permanentes, que son aquellos a los que se establece un cometido específico para una duración determinada en el tiempo, transcurrido el cual dejan de existir.

- Por sus competencias:
  - Plenos, que son aquellos que tienen plena capacidad de acción sobre las materias delegadas por los Estados que los crearon, y que pueden adoptar resoluciones a cuyo cumplimiento están obligadas las partes (Unión Europea).
  - Semiplenos que son aquellos que, al tener plena capacidad, requieren para adoptar resoluciones vinculantes, la decisión preceptiva previa a cada acto de los miembros que lo componen (OPEP).
  - De consulta, cuyas resoluciones no son vinculantes y que pertenecen al ámbito del estudio reflexivo (OCDE).

- Por razón de la materia, según sean las cuestiones que traten: económicas, culturales, y otras (CAACI).

- Por su composición:
  - Puros, los integrados solo por Estados soberanos (Tribunal Penal Internacional).
  - Mixtos, en los que, además de los Estados, con voz y en algunos casos también con voto, se integran otras instituciones públicas (municipios, provincias, comunidades autónomas, estados federados, etc.) (Unesco).
  - Integrados, en los que participan Estados y otros organismos internacionales (FMI).
  - Autónomos, solo compuestos por organismos internacionales previamente existentes.